# 거래 비용
거래 비용(去來費用, transaction cost)은 어떠한 재화 또는 서비스 등을 거래하는 데 수반되는 비용이다. 다른 말로 하면, 시장에 참여하기 위해 드는 비용이라 할 수 있다.
가치의 가격뿐 아니라 거래 전에 필요한 정보수집단계, 협상단계, 계약이 준수하는 데 필요한 비용, 처음 계약의 불완전으로 인한 비용등 전체적인 면에서의 비용을 모두 포함한다. 1937년 영국의 경제학자 로널드 코스가 기업의 조직에 대한 설명에서 외적 시장에서의 거래와 내적 거래의 효용성 비교를 위한 개념인 코스의 정리에서 처음 사용하였다. 예를 들어 주식시장에서 어떤 회사의 주식을 거래할 때에 주식중개인에게 중개료를 지불하는데 이것이 주식거래의 거래비용이 된다.
이 개념을 바탕으로 거래비용경제학(Transaction Cost Economics;TCE)가 등장하였는데 이는 신제도경제학(New Institutional Economics;NIE)의 한 분류로서 이론적 핵심 내용이 되고 있다. 이외에 게임이론, 정보이론도 함께 이 경제학의 바탕을 이루고 있다. 이 경제학의 특징은 제도, 조직의 발생과 경제적 효익을 개인의 합리적 행위와 노력으로 설명한다는 점이다. 이러한 관점에서 태초에 시장이 먼저 있었고 이 시장에서 거래 비용을 줄이기 위한 보다 효율적인 거래를 위해 기업이 생기게 되었다라고 설명하고 있다.
하지만 1990년대 이후의 새로운 웹기반 경제에서는 거래 비용에서 혁신을 이룬 새로운 형태의 기업과 움직임이 나타나고 있다. 그것은 디지털 기술의 발전과 웹 커뮤니티의 발전등을 통해 거래를 이루는 방법과 비용이 현저히 변화하고 있기 때문이다. 예를 들어 MP3의 등장과 온라인 음악 거래시장과 불법복제로 인한 음악시장의 변화이다.

## 같이 보기
- 경제인류학
- 로널드 코스
- 허버트 사이먼
- 올리버 E. 윌리엄슨
- 시장 분석
- 기업이론
- 원가회계
- 수직적 통합
- 더글러스 노스